# Jumil

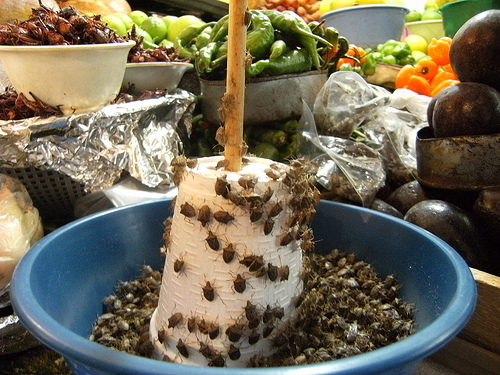
Jumiles vivos en un mercado de Taxco, Guerrero, México.

Jumil, chumil (del náhuatl xomilli o xotlinilli), o chinche de monte, son los nombres que se les da en México a varias especies de insectos hemípteros comestibles de la familia Pentatomidae: 
Hay 5 especies del género Edessa Fabricáis, 1803:
- Edessa conspersa Stål, 1872[1][2]
- Edessa cordifera Walker, 1868[3][4][5]
- Edessa montezuma Distant, 1881[1][5]
- Edessa mexicana Stål, 1872[1][5]
- Edessa petersii Distant, 1881,[6] entre otros.

Hay 7 especies del género Euschistus Dallas, 1851:
- Euschistus egglestoni Rolston, 1974
- Euschistus lineatus Walker, 1867[7]
- Euschistus strennus Stål, 1862
- Euschistus (Atizies) taxcoensis Ancona, 1932[5][8][9]
- Euschistus sulcacitus Rolston, 1971[10]
- Euschistus sulfutus Stål[11]
- Euschistus zopilotensis Distant, 1893,[12] entre otros.

Miden poco menos de un centímetro (las hembras son más grandes que los machos). Se les consume principalmente en los estados de Morelos y Guerrero. Estos insectos tienen un característico sabor a canela proveniente de los tallos y las hojas de los encinos de los cuales se alimentan. En Taxco y otras partes de México se les come vivos. Sin embargo, como parte de la visión eurocentrista que ignora la cocina de insectos (a diferencia de asiáticos, africanos e indígenas americanos), el jumil fue despreciado en la alta cocina mexicana e, incluso, en la Enciclopedia de México se califica de «fétido olor» y de «oleoso y picante sabor a chinche» el líquido que exudan estos insectos y por el cual son tan apreciados por algunas comunidades indígenas, además de que erróneamente se interpreta su consumo como resultado de la falta de recursos y de la superstición.
En la época prehispánica se recolectaban para el Día de Muertos. Los mexicas iban en peregrinación al Cerro del Huixteco, en el municipio de Taxco, Guerrero, para subir al templo dedicado al jumil.

## Distribución
El jumil es un insecto originario del Cerro del Huixteco, a 6 km del pueblo mágico de Taxco, Guerrero (México). Para visitar este cerro, que también es parque turístico, se toma la carretera a Ixcateopan y, posteriormente, el camino a Tetipac (ambos, municipios turísticos de Guerrero). Esta visita se hace normalmente el lunes siguiente a la celebración del Día de Muertos en México, en la cual las familias taxqueñas acostumbran acampar una noche anterior en el cerro, en donde, a media noche, se puede escuchar a los pequeños insectos caer en el cerro. A la mañana siguiente, comienza la recolección de jumiles para poder prepararlos en sus diferentes modalidades y disfrutar de un día de campo típico de esta zona guerrerense.

## Captura
El jumil es un insecto volador; por lo mismo, su captura es complicada. La noche de domingo después del día de muertos, los insectos llegan al famoso cerro, donde hacen su arribo con un fuerte zumbido y, posteriormente, caen al suelo como pequeñas bolitas de madera para esconderse bajo las hojas. Al sentirse agredidos, los insectos expiden un fétido olor que aleja a su atacante. En otros casos, vuelan en conjunto y su captura se complica. Pero, al no ser insectos rastreros, su caminar es lento y esto permite atraparlos cuando aún se encuentran en el suelo.

## Preparación
Los jumiles pueden ser consumidos crudos e, incluso, vivos. Mientras los jumiles están vivos, poseen anestesia que adormece la lengua y el aparato digestivo, quitando el hambre. Las personas que acostumbran el consumo de estos insectos, lo hacen generalmente en una tortilla como taco o simplemente «del piso a la boca», aunque, de este modo, el yodo que los insectos contienen es totalmente perceptible al paladar humano y, para algunos, desagradable. Otra forma de preparación es en salsa de tomate asado o en guacamole.

## Fiesta
La fiesta del jumil comienza el primer lunes después del Día de Muertos, y concluye en marzo con la coronación de la Reina del Jumil.